# Geoffroy Lequatre
Geoffroy Lequatre (født 30. juni 1981) er en fransk tidligere professionel cykelrytter.